# 塞爾維亞克拉伊納共和國
塞爾維亞克拉伊納共和國（羅馬化：Republika Srpska Krajina），又称塞族克拉伊纳共和国、塞克共和国，是一個在克羅埃西亞自南斯拉夫聯邦中尋求獨立時，於1990年至1995年間短暫出現的國家。

## 歷史
1990年，在克羅埃西亞民族復興運動得背景下，克羅埃西亞的塞爾維亞人公投決定，在克罗地亚境內塞族人數較多（但是並非都佔絕對多數）的地區，建立三個塞爾維亞人自治區，脫離克罗地亚自治，並且自行負責治安。這三個自治區由西到東為波士尼亞西北接壤的邊疆的克拉依納自治區，西斯拉夫尼亞自治區，以及克罗地亚東部接近塞爾維亞的東斯拉沃尼亞、巴拉尼亞與西斯雷姆自治區。
1991年，克罗地亚宣佈脫離南斯拉夫獨立，境內的克拉伊納自治區則趕在克羅埃西亞宣佈獨立前一天就宣布脫離克罗地亚獨立，並於當年的12月19日成立塞族人主導的塞爾維亞克拉伊納共和國，控制克羅埃西亞與波黑邊境的塞族地區，佔克罗地亚三分之一領土。
1995年5月，克羅埃西亞發動閃電行動奪回西斯拉夫尼亞，8月克羅埃西亞發動風暴行動攻占全部克拉依納地區，RSK僅剩東邊與塞爾維亞接鄰的地區，此兩項行動並沒有遭到克羅埃西亞塞族很大的抵抗。同年12月各方簽署岱頓協定，衝突正式結束。
1996年，依據克羅地亞與塞爾維亞地區塞族簽訂的伊爾杜協議，在塞爾維亞克拉伊納共和國残存的東部地區設立「聯合國東斯拉夫尼亞、巴拉尼亞與西斯雷姆過渡機構」，協助該地區併回克羅地亞。1998年，所有塞族地區重歸克罗地亚。

## 旗帜与徽章
| 旗帜                        | 徽章                        |
| --------------------------- | --------------------------- |
| 塞尔维亚克拉伊纳共和国 国旗 | 塞尔维亚克拉伊纳共和国 国徽 |
| 塞尔维亚克拉伊纳共和国国旗  | 塞尔维亚克拉伊纳共和国国徽  |
| 塞尔维亚克拉伊纳共和国 军旗 | 塞尔维亚克拉伊纳共和国 军徽 |